# Chubbuck
Chubbuck es una ciudad ubicada en el condado de Bannock en el estado estadounidense de Idaho. En el año 2010 tenía una población de 13.922 habitantes y una densidad poblacional de 1.513,26 personas por km².

## Geografía
Chubbuck se encuentra ubicado en las coordenadas 42°55′18″N 112°28′3″O / 42.92167, -112.46750. Según la Oficina del Censo, la localidad tiene un área total de 9,2 km² (3,6 mi²), de la cual 9,2 km² (3,6 mi²) es tierra y 0 km² (0 mi²) (0.0%) es agua.

## Demografía
En el 2000 la renta per cápita promedia del hogar era de $41,688, y el ingreso promedio para una familia era de $48,138. En 2000 los hombres tenían un ingreso per cápita de $40,726 contra $25,230 para las mujeres. El ingreso per cápita para la localidad era de $15,936. Alrededor del 12.0% de la población estaba bajo el umbral de pobreza nacional.